# Zgrada, Smidhenova 5 (Samobor)
Zgrada, Šmidhenova 5, građevina u mjestu i gradu Samobor, zaštićeno kulturno dobro.

## Opis
Ugrađena jednokatnica, tlocrtne L forme, dio je poteza kuća koje definiraju sjevernu fasadu Šmidhenove ulice, ali i raskrižje ove ulice s Obrtničkom. Sagrađena je u prvoj polovici 19. stoljeća. Kući se pristupa kroz središnje pozicioniranu vežu uz koju je bočno položeno stubište. Osnovni prostorni koncept čini niz prostorija duž uličnog južnog pročelja dok se u stražnjem dijelu proteže arkadni hodnik svođen češkim svodovima. Prostorije prizemlja djelomično su svođene pruskim svodom ili imaju otvorenu stropnu konstrukciju drvenog grednika. Pripada krugu građanske arhitekture i ističe se karakterističnim oblikovanjem pročelja s minimalnim elementima fasadne plastike.

## Zaštita
Pod oznakom Z-4730 zaveden je kao nepokretno kulturno dobro - pojedinačno, pravna statusa zaštićena kulturnog dobra, klasificirano kao "profana graditeljska baština".